# Nippon TV
A Nippon Television Network Corporation (日本テレビ放送網株式会社; Hepburn: Nippon Terebi Hōsōmō Kabushiki-gaisha), kereskedelmi nevén Nippon TV, a Yomiuri Group kiadóvállalat irányítása alatt lévő tokiói székhelyű televízióhálózat. Az egész országban földfelszíni sugárzású hálózat közismert neve Nihon Terebi (日本テレビ; Hepburn: Nihon Terebi), összevont alakja Nittere (日テレ), míg rövidítése NTV vagy AX.

## Története
- 1952. július: a Nippon TV megkapta Japán első televíziós műsorszórási licencét.[2]
- 1952. október 28: megalapítják a Nippon Television Network Corporationt.[3]
- 1953. augusztus 28: a Nippon Television Japán első kereskedelmi adójaként megkezdi a televíziós műsorszórást.[3]
- 1960. szeptember 10: a Nippon Television megkapja az engedélyt színes közvetítésre.[4]
- 1966. április 1: megalapítják a Nippon News Networköt (NNN).
- 1969. október 9: meghal Sóriki Macutaró, az NTV alapítója.
- 1972: megalapítják a Nippon Television Network Systemt (NNS).
- 1974: megnyílik az NTV londoni hírügymöksége.
- 1979. március 5: először kerül adásba a Zoom! Morning!.
- 1985: az NTV befejezi a New York-i televízióstúdiójának építését, majd később eladják azt a CBS-nek.
- 1987: elindul az NCN, az NTV kábeles hírcsatornája.[4]
- 1989: megnyílik az Ikuta Studio.
- 1993: Mijazaki Hajao, a Studio Ghibli vezére megtervezi a Nippon Television kabalaszereplőjét, Nandarót (なんだろう?) az adó 40. évfordulójának megünnepléseként.[4]
- 1998. április: az NCN 24 órás hírcsatornaként, NNN24 néven indul újra.
- 2003. július: a belső hálózat neve megváltozik (日テレ, Nippon Television), azonban külföldön továbbra is az NTV használatos.
- 2004. február 29: a Nippon TV Kodzsimacsiból Siodoméba teszi át székhelyét.
- 2011: a Nittele Japán legnagyobb műsorszórójává válik, megelőzve a Fuji Televisiont.[5] Az NTV a győzelmét a szerda esténként futó Kaszeifu no Mita című dorama magas nézettségének köszönhette.
- 2012. április 26: megalapítják a Nippon Television Network Preparatory Corporationt.
- 2012. október 1: a Nippon Television Network Corporation (első) átmenete tanúsított műsorszóró holding céggé (Nippon Television Holdings, Inc.), a Nippon Television Network Preparatory Corporationt átnevezik Nippon Television Network Corporationre (második átmenet).
- 2013. február 1–2: az NTV és az NHK General TV (ami szintén a 60. évfordulóját ünnepli) kétnapos televíziós különadást tartanak.
- 2014. január: a hálózat angol nyelvű neve Nippon Televisionről Nippon TV-re változik.

## Kulturális projektek
Az 1980-as években a vatikánvárosi Sixtus-kápolna mennyezetének megtisztítását az NTV pénzügyi támogatásával vitelezik ki.
2005 áprilisában elkészült a Mona Lisa nézőterem a párizsi Louvre-ban. A felújításokat az NTV támogatta.
2010 júliusában a milói Venus kiállítási területét a Louvre-ban szintén az NTV támogatásával újították fel.

## Részvényesek
- 2013. március 31-én[8]

1. The Yomiuri Shimbun Holdings: 14,6%
2. Yomiuri Telecasting Corporation: 6,4%
3. The Yomiuri Shimbun (Tokyo): 6,0%
4. CBNY-ORBIS Funds: 3,8%
5. Japan Trustee Services Bank, Ltd. (vagyonkezelői számla): 3,8%
6. Teikyo University: 3,7%
7. CBNY-ORBIS SICAV: 3,5%
8. State Street Bank & Trust Company: 3,0%
9. NTT DoCoMo, Inc.: 3,0%
10. The Master Trust Bank of Japan Ltd. (vagyonkezelői számla): 2,7%

## Műsorszórás

### Digitális
- Hívójel: JOAX-DTV
- Tokyo Skytree: 25. programhely
- Mito: 14. programhely
- Utsunomiya: 34. programhely
- Maebashi: 33. programhely
- Hiratsuka: 25. programhely

### Analóg
Az analóg sugárzást 2011. július 24-én leállították.
- Hívójel: JOAX-TV
- Tokyo Tower: 4. programhely
- Mito: 42. programhely
- Hitachi: 54. programhely
- Utsunomiya: 53. programhely
- Nikko: 54. programhely
- Maebashi: 54. programhely
- Kiryu: 53. programhely
- Numata: 53. programhely
- Hiratsuka: 35. programhely

## Hálózatok
- Yomiuri TV: oszakai székhelyű, a kanszai régióban sugároz
- Chukyo TV: nagojai székhelyű, a csúkjo régióba sugároz
- Sapporo TV: szapporói székhelyű, hokkaidón sugároz
- RAB Aomori Broadcasting: aomori székhelyű, Aomori prefektúrában sugároz
- Television Iwate: moriokai székhelyű, Ivate prefektúában sugároz
- Miyagi Television Broadcasting: szendai székhelyű, Mijagi prefektúrában sugároz
- Akita Broadcasting System: akitai székhelyű, Akita prefektúrában sugároz
- Yamagata Broadcasting Company: jamagatai székhelyű, Jamagata prefektúában sugároz
- Fukushima Central Television: fukusimai székhelyű, Fukusima prefektúrában sugároz
- Television Niigata Network: niigatai székhelyű, Niigata prefektúrában sugároz
- Kitanihon Broadcasting: tojamai székhelyű, Tojama prefektúrában sugároz
- TVkanazawa: kanazavai székhelyű, Isikava prefektúrába sugároz
- TV. Shinshu: naganói székhelyű, Nagano prefektúrában sugároz

## Irodák
- Székhely (Siodome NTV Tower): Japán, Tokió, Minato Higasi-Simbasi itcsome 6-1
- Kodzsimacsi stúdió: Tokió, Csijoda, Nibancso
- Kanszai fiókiroda: Oszaka prefektúra, Oszaka, Kita-ku, Dodzsima nicsome 2-2, Kintecu Dodzsima Building

## Műsorai

### Hírműsorok
- Zip! (reggeli hírek, 5:20~8:00 [JST])
- News Every (délutáni hírek, 16:53~19:00 [JST]))
- News Zero (éjszakai hírek, 22:54~23:57 [JST])
- NNN News 24 (24 órás hírcsatorna)

### Doramák
- Nobuta vo Produce (野ブタ。をプロデュース, 2005)
- Gokuszen (ごくせん, 2002/2005/2008)
- 14-szai no haha (14才の母, 2006)
- Jaszuko to Kendzsi (2008)
- Mother (2010)
- Kaszeifu no Mita (2011) — Japán legnézettebb televízióműsora 2011-ben
- Musze no kagami (2012)

### Varieték
- Itos kenoso kutaku (伊東家の食卓)
- 1 oku-ri no dai sicumon!? Varatte koraete! (1億人の大質問!?笑ってコラえて!)
- Guruguru Ninety Nine (Gurunai, ぐるぐるナインティナイン, ぐるナイ)
- Nazo vo toke! Maszaka no Mistery (謎を解け!まさかのミステリー)
- Szekaiicsi uketai dzsugjó (世界一受けたい授業)
- Magical zunó Power!! (マジカル頭脳パワー!!): 1990–1999
- Enta no kamiszama: The God of Entertainment (エンタの神様 ~the god of Entertainment~)
- Tokudzso! Tenszei Singo (特上!天声慎吾)
- Szekai marumie! TV tokuszóbu (世界まる見え!テレビ特捜部)
- The! Tecuvan! Dash!! (ザ!鉄腕!DASH!!)
- Gjorecu no dekiru horicu szodandzso (行列の出来る法律相談所)
- Dotch Cooking Show (どっちの料理ショー, Yomiuri Telecastiong Corp.)
- Sóten (笑点; a második leghosszabb ideje futó tévéműsor Japánban)
- Gaki no cukai (DownTown: Gaki no cukai ja arahende!!, ガキの使いやあらへんで!!)
- Arasi no Sukudai-kun (嵐の宿題くん)
- BabyTV (ベイビーTV)
- Cartoon KAT-TUN (カートゥンKAT-TUN, Kātūn Katūn?)
- AKBingo!
- Kjoszen to maetake no geba geba 90 pun (巨泉×前武ゲバゲバ90分！)
- Curriculumachine (カリキュラマシーン)
- Music Lovers
- Ongaku no kamiszama (音楽の神様）

### Sportműsorok
- Dramatic Game 1844 (Yomiuri Giants, baseballjátékok)
- Japanese Professional Wrestling
  - All Japan Pro Wrestling (全日本プロレス, 1972–2000, a JAITS vette át)
  - Pro Wrestling Noah (プロレスリング・ノア, földfelszíni (2001–2009), Nittele G+ (2009–napjainkig)
  - Wrestle-1 (2014–napjainkig)
  - Fortune KK (2014–napjainkig)
- TNA Impact Wrestling
- Hakone Ekiden
- Xerox Super Cup
- All Japan High School Soccer Tournament
- National Football League (NFL)
- Gyorsaságimotoros-világbajnokság (MotoGP)
- NASCAR (Nittele G+, csak a Sprint Cup Series, a Nationwide Seriest és a Camping World Truck Seriest nem közvetítik)
- FIFA Club World Cup
- Copa Sudamericana (csak a Nittele G+-on)
- Yokohama International Women’s Marathon
- Women's World Cup of Golf
- World Ladies Championship Salonpas Cup
- Japan LPGA Tour Championship
- 2013-14 Ashes Series

### Speciális műsorok
- Kin-csan és Katori Singo: All Japan Costume Grand Prix (欽ちゃん&香取慎吾の全日本仮装大賞)
- Nidzsújodzsikan Terebi – Ai va csikjú o szukuu (24時間テレビ「愛は地球を救う」, az NNS televízióadóinak évi teletonja)
- Trans America Ultra Quiz (アメリカ横断ウルトラクイズ)
  - All Japan High School Quiz Championship (全国高等学校クイズ選手権)
- Nippon Television Music Festival (日本テレビ音楽祭)

### Animék
A céget szoros kapcsolatok fűzik a Mijazaki Hajao által vezényelt Studio Ghiblihez, annak mozgóképeinek sugárzási jogainak exkluzív tulajdonosa. A vállalat ezek mellett olyan népszerű animesorozatokat is készített és sugárzott mint a Claymore, a Death Note, a Hadzsime no Ippo, valamint a Conan, a detektív vagy az InuYasha (utóbbit a Yomiuri TV oszakai partnerén keresztül készítették el). Az NTV jelenleg a Hunter × Hunter második animeadaptációján dolgozik. 1989-es indulása óta az NTV sugározza az évi rendszerességű Lupin III televíziós különkiadásokat, melyeket a TMS Entertainmenttel közösen gyártanak. 2011. február 8-án a Nippon Television bejelentette, hogy miután a Madhouse animestúdió elsődleges részvényese lett azt leányvállalatává teszi. 2014. január 29-én a Nippon Television bejelentette, hogy 54,3%-os részvényesedést fog vásárolni a Tatsunoko Production-ből, majd a leányvállalatává teszi azt.